# بزدل‌ها
بزدل‌ها (به اسپانیایی: Cobardes) فیلمی اسپانیایی به کارگردانی خوزه کورباچو و خوان کروس است که در سال ۲۰۰۸ منتشر شد. داستان فیلم در لوسپیتالد د یوبروات روی می‌دهد و دربارهٔ مخمصه قلدر مدرسه «گیّه» و قربانی او «گبی» موی قرمز است.

## گزیدهٔ بازیگران
- الویرا مینگس[۵]
- آنتونیو د لا توره[۵]
- لوئیس امار[۱]
- پاس پادیا[۵]
- فرانک کرودله[۱]
- خاویر بودالو[۶]
- بلانکا سوآرس

## جوایز
| سال  | جایزه                        | رده                                  | نامزدی(ها)   | نتیجه    | منبع  |
| ---- | ---------------------------- | ------------------------------------ | ------------ | -------- | ----- |
| ۲۰۰۹ | بیست و سومین دورهٔ جوایز گویا | جایزه گویا بهترین بازیگر نقش مکمل زن | الویرا مینگس | نامزدشده | [ ۷ ] |